# La embriaguez de Noé (Miguel Ángel)
La Embriaguez de Noé es uno de los frescos de la serie del Génesis de la Bóveda de la Capilla Sixtina que pintó Miguel Ángel. La escena representa el episodio en el que Cam, Sem y Jafet encuentran a su padre Noé desnudo y ebrio.

Noé se dedicó a cultivar la tierra, y plantó una viña.
Un día, bebió vino y se embriagó, quedándose desnudo dentro de su tienda.
Cam, el padre de Canaán, vio a su padre desnudo y fue a contárselo a sus hermanos, que estaban afuera.
Entonces Sem y Jafet tomaron un manto, se lo echaron sobre los hombros, y caminando hacia atrás, cubrieron la desnudez de su padre. Como miraban en dirección opuesta, no lo vieron desnudo.
Cuando Noé despertó de su borrachera y se enteró de lo que su hijo menor le había hecho,
declaró: «¡Maldito sea Canaán! Será de sus dos hermanos el más bajo de sus esclavos.»
Y agregó: «¡Bendito sea el Señor, Dios de Sem! ¡Que Canaán sea su esclavo!
¡Que Dios extienda el territorio de Jafet! ¡Que habite Jafet en los campamentos de Sem, y que Canaán sea su esclavo!»
Génesis, 9:20-27

## Descripción
Cronológicamente, primero a la izquierda se encuentra Noé trabajando la tierra y sembrando una viña con una pala.
La escena principal se desarrolla en el resto del cuadro. En medio está Noé desnudo. Apenas se está reincorporando y su posición es similar al Adán en el mural vecino de La creación de Adán o al dios fluvial de uno de sus dibujos posteriores.
Sem evita mirar a su padre y lo cubre con un manto azul. Cam y Jafet discuten entre ellos para saber que ha ocurrido con su padre.
Miguel Ángel pinta a los tres hijos desnudos también y solo portan unas mantas que traen enrolladas en su cuerpo como pretexto para representar, una vez más, el desnudo masculino.

## Estilo
Este fresco es uno de los más sencillos y menos alegóricos de la serie.
En esta obra se ve el tratamiento puramente coloreado del modelado que hace Miguel Ángel. La manta verde sobre la que duerme Noé se encuentra realzada con reflejos de color amarillo donde incide la luz. De esa manera evita mezclar con negro la pintura para indicar sombra o con blanco para indicar lo directamente iluminado.
Esto simboliza los vicios del hombre y lo que puede llegar a ser.

## Otras representaciones en la historia del arte

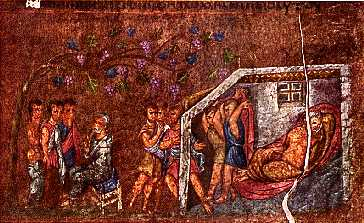
Ilustración del Génesis de Viena, siglo VI.
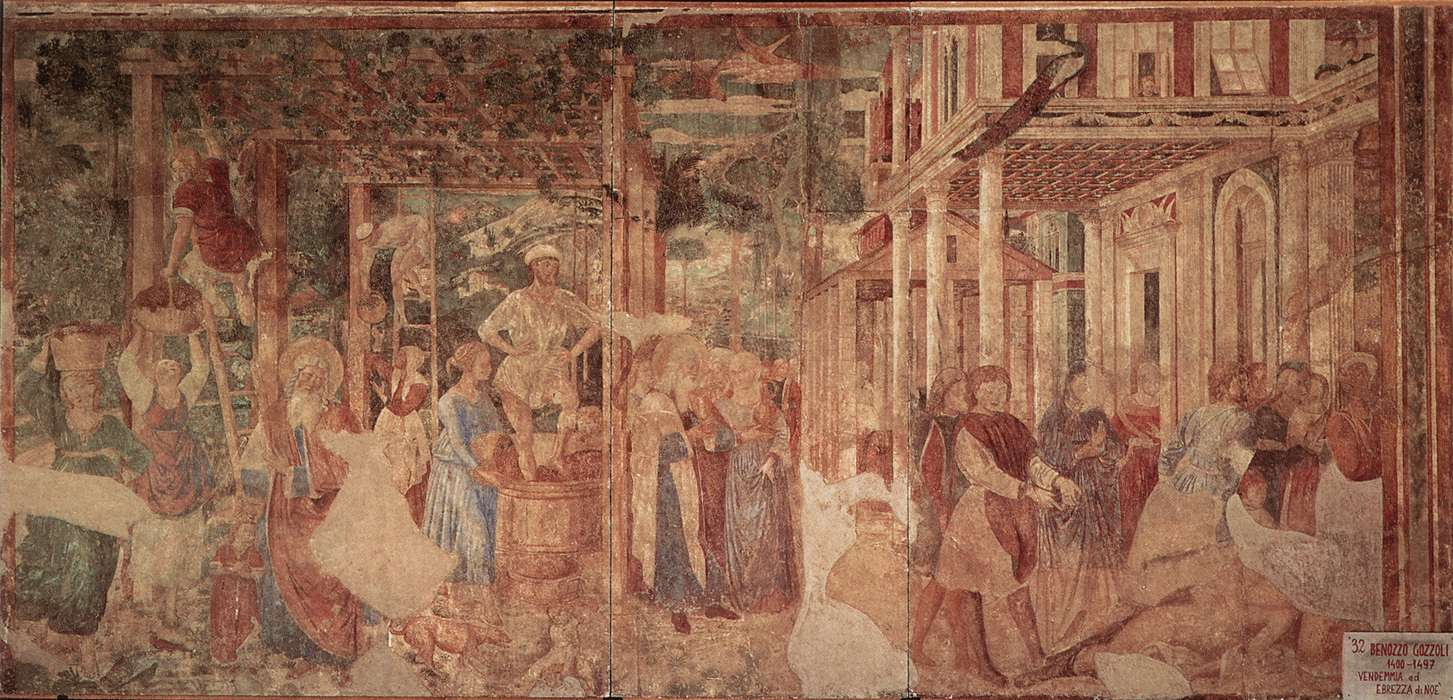
Benozzo Gozzoli, ca. 1470.
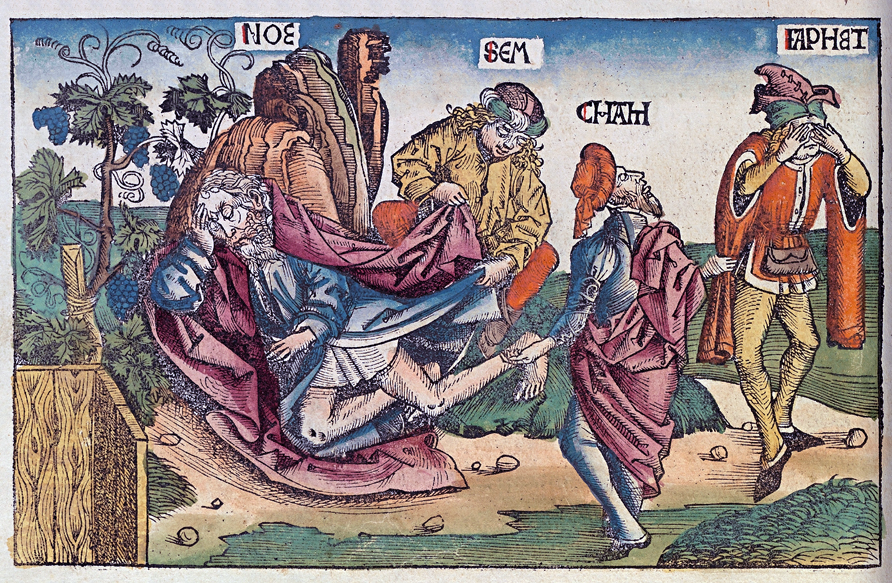
Grabado coloreado de Las Crónicas de Núremberg, 1493.

La escena ha sido tratada por otros pintores, tanto antes como después de la obra de Miguel Ángel.

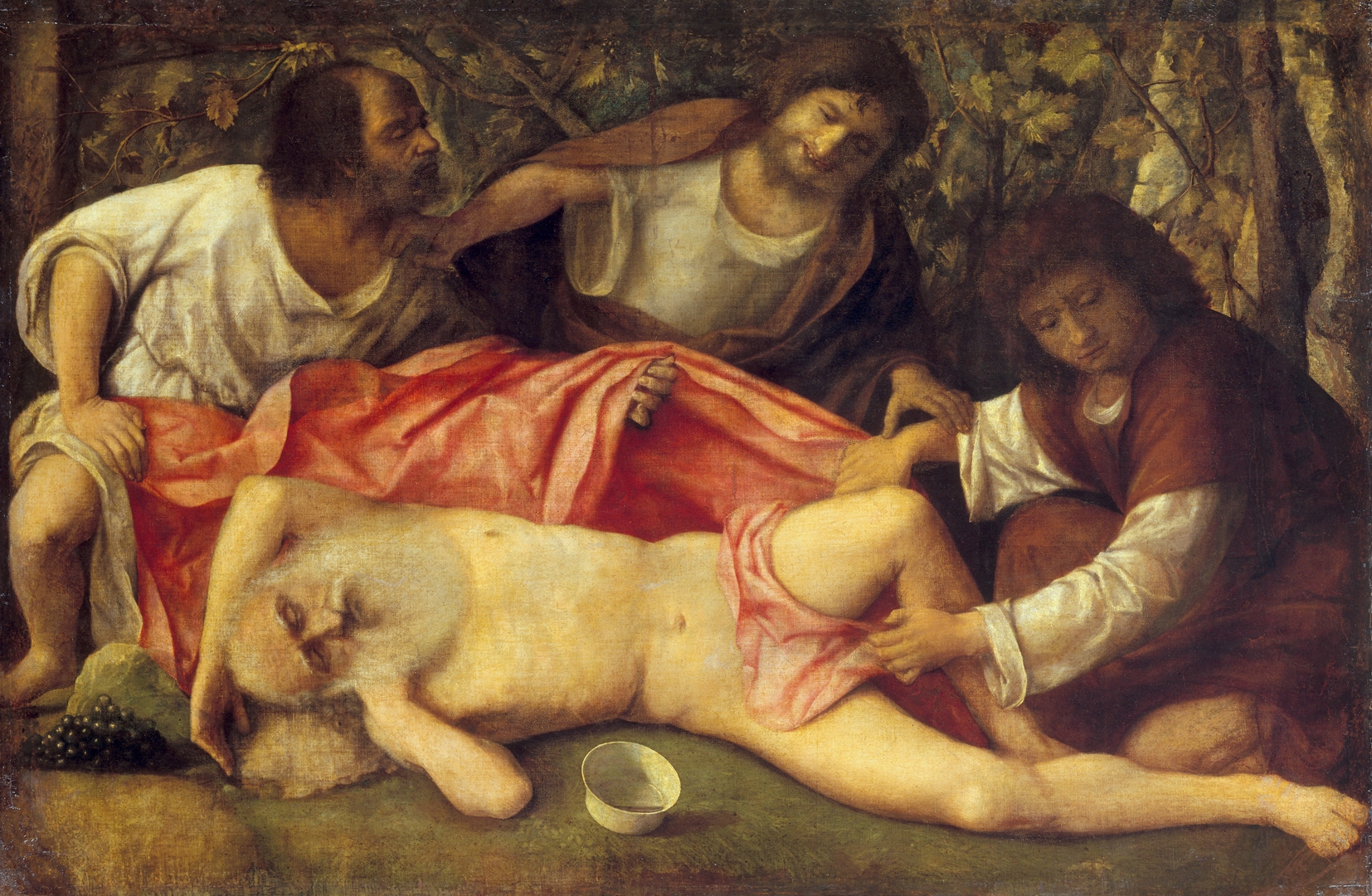
Embriaguez de Noé (Giovanni Bellini), 1515.
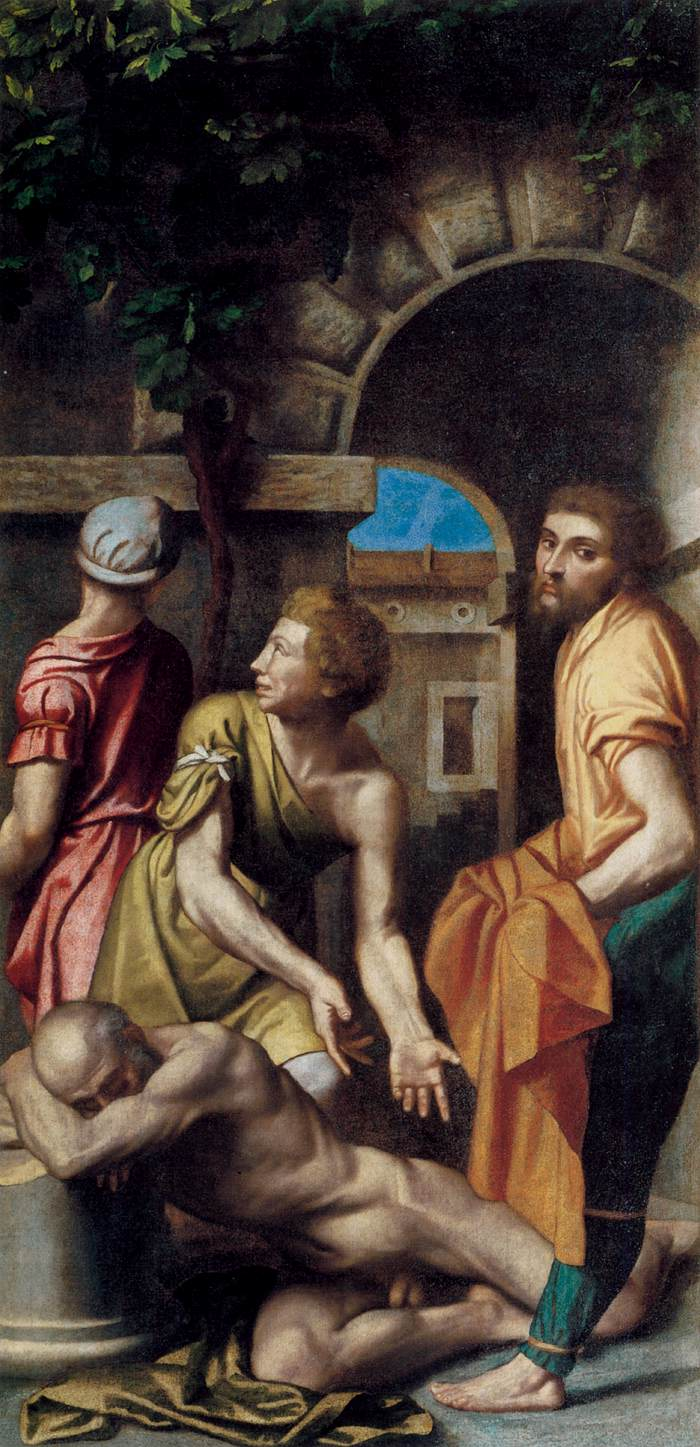
Moretto da Brescia, ca. 1530.
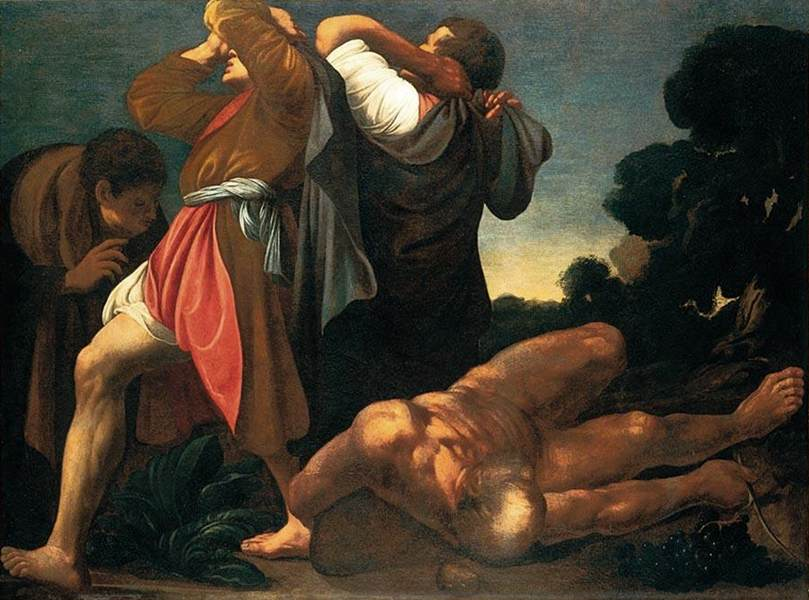
Carlo Saraceni, ca. 1600.
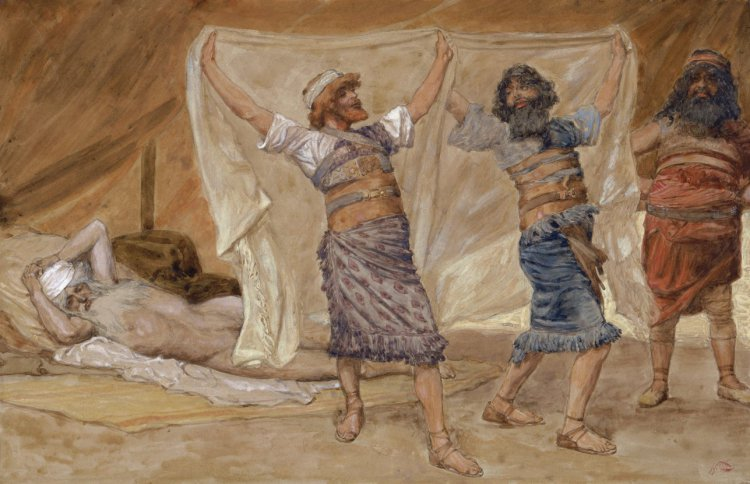
James Tissot, ca. 1900.

También ha sido tratada en escultura o en mosaico.

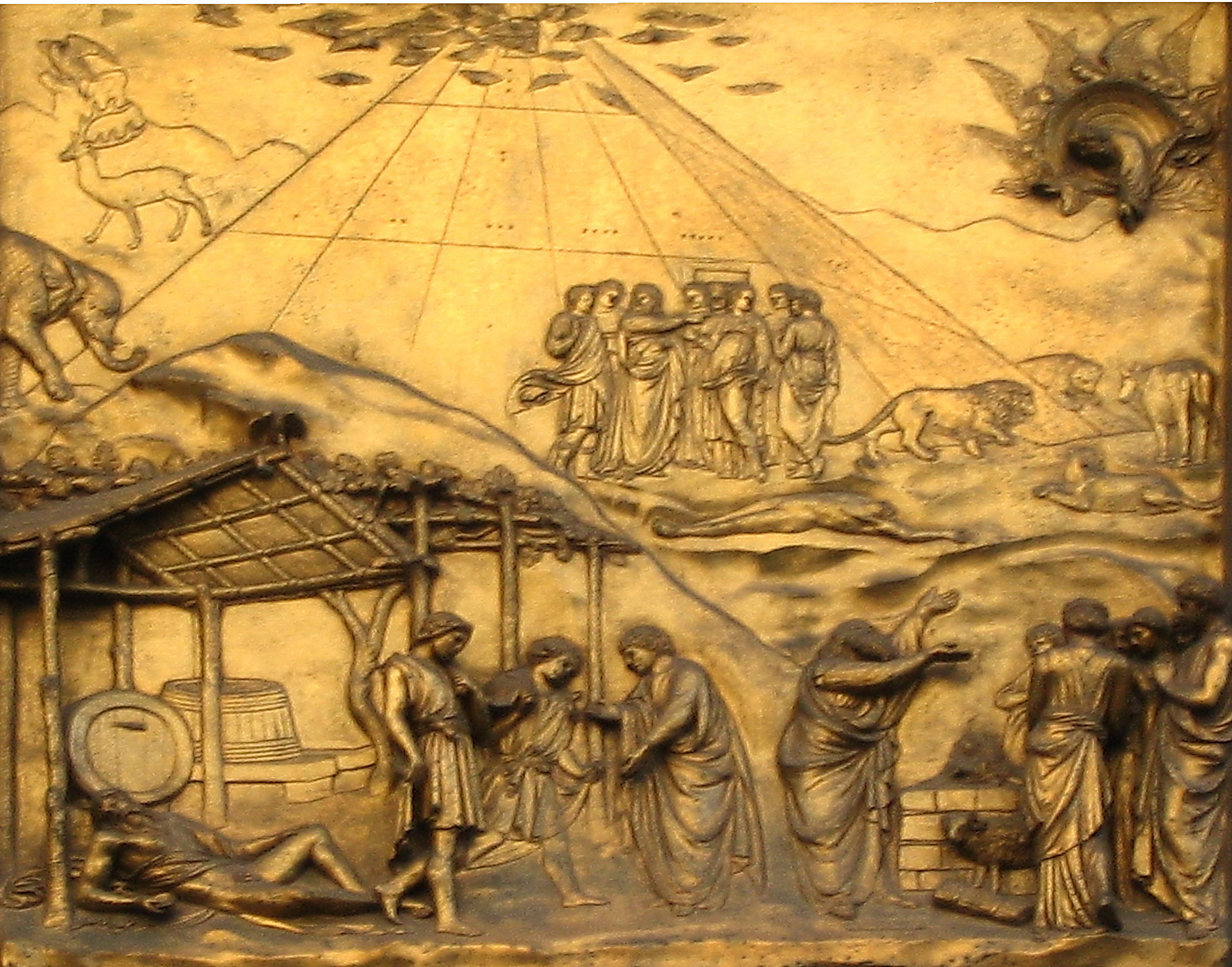
Puerta del Paraíso, Ghiberti, 1401-1452.
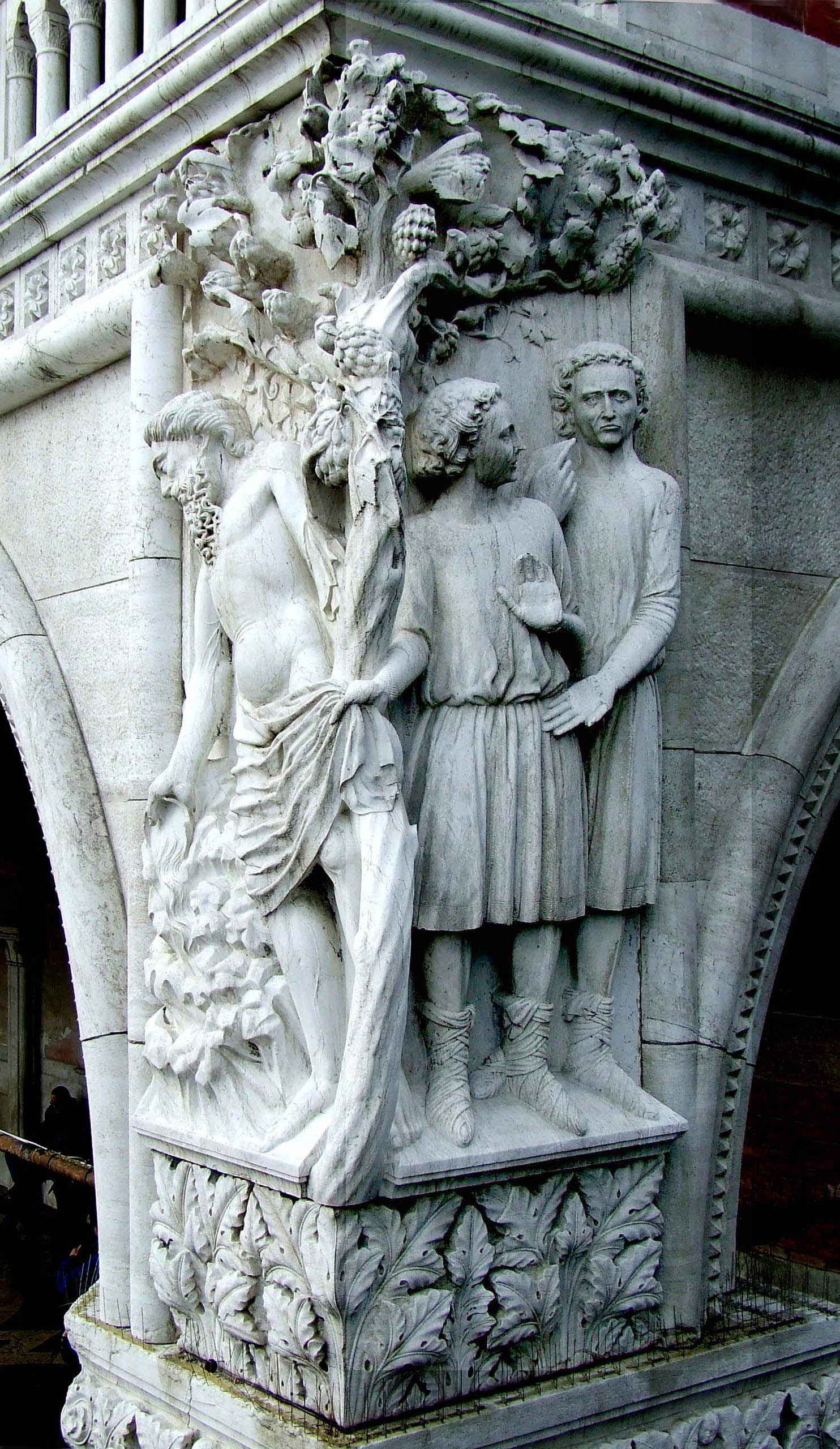
Palazzo Ducale, Venecia.
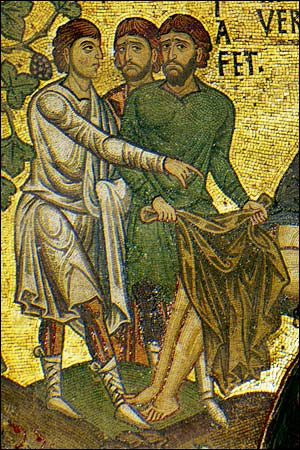
La embriaguez de Noé, siglo XII-XIII, catedral de la Asunción de Monreale, Sicilia.
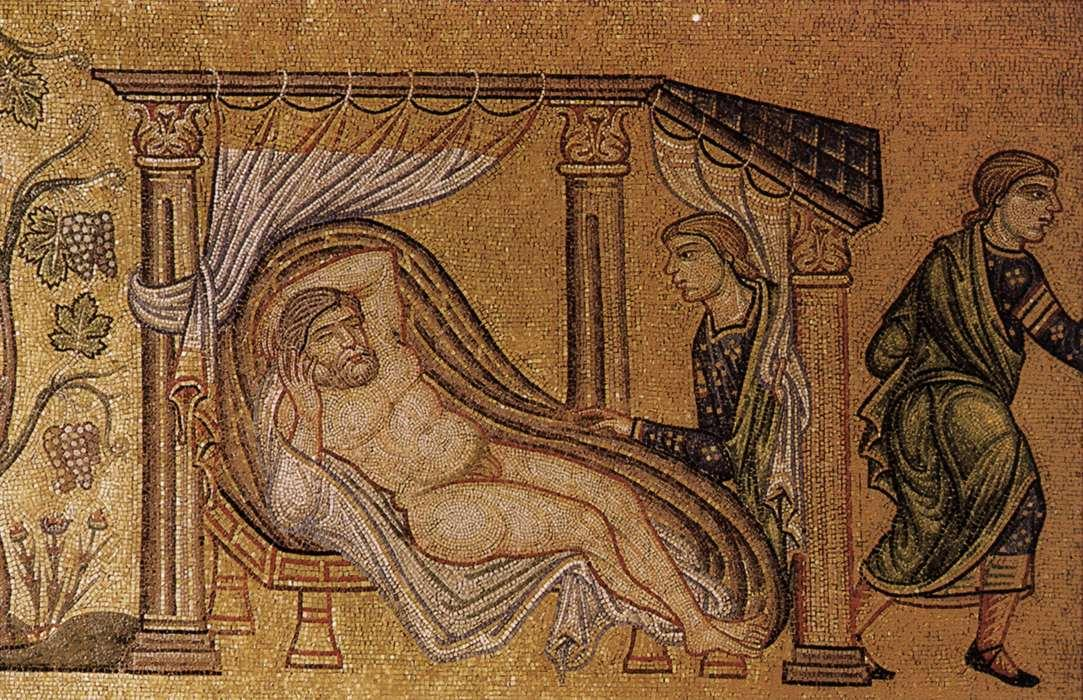
Historias de Noé: La embriaguez de Noé, mosaico italiano anónimo, 1200-1250.